# 沙德胡列伊湖
43°42′23″N 43°4′34″E / 43.70639°N 43.07611°E

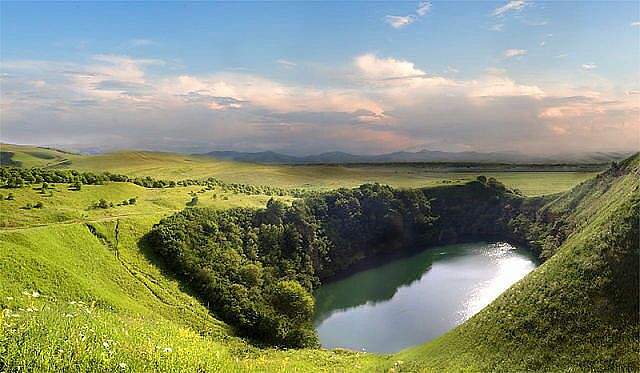

沙德胡列伊湖（俄语：Ша́дхурей）是俄羅斯的湖泊，位於該國西南部，由卡巴爾達-巴爾卡爾共和國負責管轄，長0.35公里、寬0.12公里，面積0.54平方公里，海拔高度1,012米，最大水深200米。